# 페르난두 루카스 마르칭스
페르난두 루카스 마르칭스(포르투갈어: Fernando Lucas Martins, 1992년 3월 3일 ~ )는 브라질의 축구 선수로 포지션은 수비형 미드필더이다. 현재 UAE 프로리그의 알자지라에서 뛰고 있다.